# The Romancing Star 2
Série
The Romancing Star
(1987) The Romancing Star 3
(1989)
Pour plus de détails, voir Fiche technique et Distribution.
The Romancing Star 2 (精裝追女仔II, Cheng chong chui lui chai 2) est une comédie romantique hongkongaise écrite et réalisée par Wong Jing et sortie en 1988 à Hong Kong. C'est le deuxième volet de la trilogie The Romancing Star, après The Romancing Star (1987) et avant The Romancing Star 3 (1989).
Elle totalise 17 096 271 HK$ de recettes au box-office. Chow Yun-fat, l'acteur principal du précédent film, fait ici uniquement un bref caméo dans la scène d'ouverture.

## Synopsis
Silver (Eric Tsang), Ken (Stanley Fung), et Tony (Natalis Chan) se retrouve pris en otage lors d'un braquage de banque. Le trio passe à la télévision, ce qui leur vaut une célébrité instantanée, mais la grande chaîne en ville ne leur donne pas de travail. Entre Lau Pei (Andy Lau), qui leur offre leur propre talk-show sur la chaîne concurrente Chow TV, où ils battent leurs invités s'ils sont ennuyeux. Pendant ce temps, un trio de jolies femmes (dont Elizabeth Lee et Carina Lau) s’installe à côté, et la chasse est lancée. Tandis que les audiences de Chow TV s'améliorent, la concurrence de Channel 8 TV, dirigée par Simon Hing (Wong Jing), concocte un stratagème visant à saboter les productions de sa rivale.

## Fiche technique
- Titre original : 精裝追女仔II
- Titre international : The Romancing Star 2
- Réalisation : Wong Jing
- Scénario : Wong Jing
- Photographie : David Choi
- Montage : Robert Choi
- Musique : Sherman Chow
- Production : Wallace Cheung
- Société de production : Win's Movie Production et Movie Impact
- Société de distribution : Win's Movie Production
- Pays d'origine :  Hong Kong
- Langue originale : cantonais
- Format : couleur
- Genre : comédie romantique
- Durée : 102 minutes
- Dates de sortie :
  - Hong Kong : 21 janvier 1988
  - Japon : 10 juin 1988

## Distribution
- Andy Lau : Lau Pei
- Eric Tsang : Silver/Mocking Face
- Natalis Chan : Tony/Traffic Light
- Stanley Fung : Ken Lau
- Lo Hoi-pang : Mr Chow
- Wong Jing : Simon Hing
- Carina Lau : Fong Fong
- Elizabeth Lee : Ching Po-chu
- Ngan Ning : Ka-yin
- Wong Wan-sze : Sœur 13
- Chow Yun-fat : Fred Wong (caméo)
- Alan Tam : lui-même dans l'ascenseur (caméo)
- Michael Lai : Mr. Lai
- Cheng Gwan-min (en)
- Ben Wong
- Charlie Cho (en) : Mr Tsang
- Yu Mo-lin (en) : la femme dans la cabine téléphonique (robe rouge)
- Manfred Wong : le patron du déménageur
- Lam Fai-wong : l'homme aux toilettes (caméo)
- Lily Ng : l'amoureuse de Simon
- William Ho : Mickey dans la parodie de Prison on Fire (caméo)
- Victor Hon : un prisonnier dans la parodie de Prison on Fire (caméo)
- Thomas Sin : un prisonnier dans la parodie de Prison on Fire (caméo)
- Tony Tam : le chef de gangster au stand de colporteur
- Chun Kwai-po : un voyou au stand de colporteur
- Chang Sing-kwong : un voyou au stand de colporteur
- Leung Hak-shun : le conseiller Sze To-ming
- Cheung Kwok-wah :  un invité à l'enterrement de Frère Lung (caméo)
- Mak Hiu-wai : un invité à l'enterrement de Frère Lung
- Yip Seung-wah : l'animateur
- Mau Kin-tak : l'employé de Channel 8 TV
- Shirley Kwan : la femme à l'enterrement de Frère Lung
- Sherman Wong : l'employé de Chow TV
- Lee Chuen-hau : l'interviewé de Chow TV
- Fan Chin-hung : un voyou au stand de colporteur